# 福井大学附属国際原子力工学研究所
福井大学附属国際原子力工学研究所（ふくいだいがくふぞくこくさいげんしりょくこうがくけんきゅうしょ、英: Research Institute of Nuclear Engineering, University of Fukui、略称：RINE）は、福井大学の附属研究所で、北陸・中京・関西地区における原子力分野での広域の連携大学拠点の形成を目的に2009年(平成21年)4月に発足した研究所である。福井県敦賀市に所在する。2012年(平成24年)3月までは福井大学文京キャンパス（福井市）に所在していた。

## 概要
福井大学に、原子力に関する研究を行う附属の研究所として2009年（平成21年）に設立された。当初は福井市の文京キャンパス内に所在していたが、敦賀駅の駅前に専用の施設が完成したことに伴い、2012年（平成24年）現在地に移転した。「世界トップレベルの特色ある原子力人材育成及び研究開発を行い、環境と調和した持続的なエネルギー供給基盤を持つ世界の構築に貢献する」というスローガンを掲げ設立され、福島第一原子力発電所事故やもんじゅの廃止措置（廃炉）決定により体制を変えながらも教育・研究活動を実施している。
研究分野は原子力工学分野で多岐にわたり、地震や熱流動、廃止措置の研究も実施している。設立以来、独立専攻であったが2016年（平成28年）に研究所と連携する学部生のコースが開設されたことにより、大学から大学院の一貫教育が可能になった。

## 立地
若狭湾岸は「原発銀座」と呼ばれるように多くの原子力発電所や原子力関連施設が立地している。敦賀市も市内に日本原子力発電敦賀発電所や、日本原子力研究開発機構ふげん、もんじゅが立地し、若狭湾岸における原子力分野の中心地として機能している。その環境を活かし、かつ北陸・中京・関西圏の大学や機関との連携を図るため、本研究所が建設された。

## 施設
敦賀市が建設、所有し、福井大学に貸与している。
- 鉄筋コンクリート造　地上3階[2]
- 敷地面積：　5700平米[2]
- 延床面積：　6997平米[2]

## 組織
- 原子炉物理学部門
- 原子炉熱水力部門
- 原子炉燃材料部門
- 原子炉構造システム・廃炉措置部門
  - 廃炉措置
  - 廃棄物処分・処理
  - 耐震・耐津波
  - システム設計
- 原子炉防災・危機管理部門
  - シビアアクシデント評価
  - 危機管理
  - 放射線計測・測定
  - 基準・規則国際化
- 国際交流・人材育成推進部門

2020年6月18日現在

## 教育
研究所で研究を実施している大学院生は、原子力・エネルギー安全工学専攻（2019年入学まで）／安全社会基盤工学専攻 原子力安全工学コース（2020年入学以降）に所属している。学部生は、機械・システム工学科 原子力安全工学コースの学生が講義や卒業研究を行っている他、他学科の学生も卒業研究を行うことができる。

## イベント
- 大学院入試説明会（5月頃）
- 一般公開（11月頃）

その他にも敦賀市など外部機関と連携した行事が行われる。

## 所長
初代：　竹田敏一

２代：　安濃田良成

３代：　宇埜正美